# Marek Pytasz
Marek Pytasz (ur. 9 kwietnia 1953, zm. 2 grudnia 2021) – polski literaturoznawca, dr hab.

## Życiorys
22 kwietnia 1986 obronił pracę doktorską Wokół międzywojennych kronik tygodniowych Antoniego Słonimskiego, 19 stycznia 1999 habilitował się na podstawie pracy zatytułowanej Wygnanie - emigracja - diaspora. Poeta w poszukiwaniu czytelnika. Został zatrudniony na stanowisku profesora uczelni w Instytucie Literaturoznawstwa na Wydziale Humanistycznym Uniwersytetu Śląskiego w Katowicach.
Był profesorem nadzwyczajnym w Instytucie Nauk o Literaturze Polskiej im. Ireneusza Opackiego na Wydziale Humanistycznym Uniwersytetu Śląskiego w Katowicach.